# بهره‌برداری از ارتباطات راه دور جهانی
بهره‌برداری از ارتباطات راه دور جهانی یک برنامه نظارت گسترده برای نظارت بر تماس‌های تلفنی در بریتانیا است که توسط سازمان شنود الکترونیک و امنیت رایانه بریتانیا یعنی ستاد ارتباطات دولت اجرا می‌شود. موجودیت این برنامه از فاش شدن وجود برنامه همزاد آن یعنی تسلط بر اینترنت در جریان افشاگری‌های جاسوسی گسترده (از سال ۲۰۱۳ تا کنون) مشخص شد که ادوارد اسنودن کارمند پیشین آژانس امنیت ملی ایالات متحده آمریکا فاش کرد.